# جوددائم
جود دائم هي قرية صغيرة شرق مدينة الزاوية في ليبيا. بمقدر 6 كم تقريبا ويمر بها الطريق الساحلي الذي يبدأ من الحدود الليبية المصرية ويصل حتى الحدود الليبية التونسية؛ يقدر عدد سكانها ب 10000 إلى 12000 نسمة
ويقال أنها سميت بهذا الاسم لمناخها الجميل أو بسبب اشتهار سكانها بالجود والكرم {جود} {دائم} كما يعرف باللهجة العامية الليبية بأسم (جدايم) وهي تطل على البحر الأبيض المتوسط وأراضيها الزراعية خصبة ومشجرة باشجار الزيتون والبرتقال.
أغلبية أراضيها مقسمة إلى مزارع منذ فترة الاحتلال الإيطالي، وتتراوح مساحة المزرعة الواحدة من 10 إلى 20 هكتار وتحتوي كل مزرعة على منزل طيني وبئر وتتراوح أعماق الآبار في جوددائم من 25 إلى 50 متر للوصول للمياه الجوفية.
وتوجد بها غابة جود دائم وكنيسة سان جيوفاني باتيستا القديمة وهي غير مستخدمة حاليا ويعود انشائها إلى فترة الاحتلال الإيطالي.